# Isabelle de Tarente
Isabelle de Tarente (ou Isabelle de Clermont, ou encore Isabelle de Chiaromonte/Chiaramonte, en italien Isabella di Chiaromonte), née vers 1424 à Tarente et morte le 30 mars 1465 à Naples, est une noble italienne, princesse de Tarente de son propre droit (1463-1465) et reine consort de Naples par son mariage avec le roi Ferdinand Ier.

## Famille
Elle est la fille aînée de Tristan de Clermont-Lodève , comte de Copertino, et de Catherine Orsini del Balzo, fille de Raimondello des Ursins des Baux/Orsini del Balzo et de Marie d'Enghien-Lecce. Elle est aussi la nièce et l'héritière de Giovanni Antonio Orsini del Balzo (des Baux d'Orange), prince de Tarente, qui n'a pas de descendance. Sa grand-mère maternelle, Marie d'Enghien, comtesse de Lecce (la mère de Giovanni Antonio et de Catherine Orsini de Tarente), a été reine consort de Naples de 1406 à 1414 en tant qu'épouse du roi Ladislas. Isabelle est l'héritière présomptive des territoires du sud de l'Italie.

## Mariage
Le 30 mai 1444, elle épouse Ferdinand d'Aragon, duc de Calabre (1423–1494), fils naturel du roi Alphonse V d'Aragon, qui a conquis en 1442 le royaume de Naples sur la dynastie angevine (René d'Anjou) et est donc devenu le nouveau suzerain d'Isabelle et de sa famille. Alphonse V a conclu cette union afin d'assurer à son fils illégitime sa propre principauté, et de plus ce mariage renforce l'autorité du roi sur la noblesse de Tarente.
De son mariage avec Marie de Castille, le roi Alphonse V d'Aragon n'a pas eu d'enfant et, selon sa volonté, à sa mort (27 juin 1458) son frère Jean II devient roi d'Aragon et de Sicile tandis que son fils illégitime Ferdinand, le mari d'Isabelle, reçoit les territoires conquis en Italie et devient roi de Naples. Le couple a déjà plusieurs enfants dont l'aîné est âgé de dix ans. En 1463, Isabella succède à son oncle Giovanni Antonio à Tarente et hérite également de ses droits sur le royaume de Jérusalem.
Elle meurt le 30 mars 1465. Son héritier est son fils aîné, Alphonse, duc de Calabre (le futur roi Alphonse II de Naples). En 1476, Ferdinand Ier épouse en secondes noces sa cousine germaine Jeanne d'Aragon, fille de son oncle Jean II d'Aragon et de Jeanne Enríquez (d'où Jeanne reine de Naples), et il décède en 1494.

## Descendance
Isabelle et Ferdinand Ier de Naples ont eu six enfants : 
- Alphonse II (1448-1495) ;
- Éléonore (1450-1493), mariée à Sforza Maria Sforza, duc de Bari, puis à Hercule Ier d'Este (1431-1505), duc de Ferrare ;
- Frédéric Ier (1452-1504) ;
- Giovanni (1456-1485), archevêque de Tarente puis cardinal ;
- Béatrice (1457-1508), mariée en 1476 à Matthias Corvin (1443-1490), roi de Hongrie, puis en 1490 à Vladislas IV Jagellon (1456-1516), roi de Bohême et de Hongrie ;
- François (1461-1486), duc de Sant'Angelo.